# Якуп Арда Килич
Якуп Арда Килич (тур. Yakup Arda Kılıç, нар. 4 січня 2005, Ускюдар, Туреччина) — турецький футболіст, вінгер стамбульського «Бешикташа».

## Ігрова кар'єра
Арда Килич народився в одному з районів Стамбула і є вихованцем клубної академії столичного «Бешикташа». В жовтні 2023 року футболіст підписав з клубом свій перший професійний контракт до 2027 року. Тоді ж, в жовтні 2023 року нападник отримав перший виклик до головної клубної команди на матч Ліги конференцій проти норвезького «Буде-Глімт».
Дебют Килича на професійному рівні відбувся 30 жовтня 2023 року у матчі чемпіонату Туреччини проти «Газіантепа».

## Титули
Бешикташ
 Переможець Кубка Туреччини: 2023/24
 Переможець Суперкубка Туреччини: 2024